# Valinor
Valinor (« pays des Valar » en quenya) est une région fictive qui appartient au légendaire de l'écrivain britannique J. R. R. Tolkien, décrite dans Le Silmarillion. C'est la demeure des Valar.

## Géographie

Carte de Valinor dans le pays d'Aman, sur Arda.

Valinor se trouve au royaume d'Aman, à l'ouest de la Terre du Milieu, au delà de la mer. Pour défendre la région des attaques de Melkor, les Valar y élevèrent la chaîne de montagnes des Pelóri, les plus hautes montagnes d'Arda, sur presque toute la côte est du pays.
Au-delà des Pelóri, les Valar créèrent leur domaine de Valinor, une région d'Aman possédant de nombreuses richesses et merveilles. Sur le sommet du mont Taniquetil, la plus haute montagne des Pelóri, le Vala Manwë y établit son trône avec son épouse Varda, d'où il pouvait voir au loin Arda tout entière.
Au nord-ouest d'Aman, les cavernes de Mandos sont le lieu où les Elfes et les Nains sont conduits après leur mort, en attendant d'être jugés par le Vala Nàmo (Nàmo fut ensuite appelé « Mandos », prenant le nom de l'endroit où il habitait), tandis que les Hommes y transitent brièvement avant de partir pour une destination inconnue de tous, excepté d'Ilúvatar. Ce fut aussi l'endroit où fut emprisonné Melkor pendant trois siècles, après avoir été capturé par les Valar en Terre du Milieu quand ceux-ci détruisirent sa forteresse d'Utumno.
Nienna, la sœur de Mandos, habitait à l'extrême ouest d'Aman, près de la Mer d'Ekkaia, non loin de son frère.
Dans le nord d'Aman, se trouve la cité de Formenos, construite par le seigneur elfe Fëanor après son son exil de Tirion, ordonné par les Valar.  
Les jardins de Lórien, régis par le Vala Irmo (qui, lui-aussi, prit le nom du lieu qu'il occupait, étant ensuite appelé « Lórien ») étaient un lieu de repos pour les Valar, les Maiar et les Elfes. Ils abritaient le lac de Lorelin, dont l'île au centre servait de demeure à la Vala Estë, l'épouse d'Irmo.
Au centre de Valinor avait été bâtie la cité de Valmar (ou Valimar), avec la colline des deux Arbres de Valinor et le Máhanaxar (le « Cercle du Destin », près des portes d'or de la cité de valinor), où siègent en conseil les Valar.
À l'est de la ville, se trouvait une brèche dans la chaîne des Pelóri : le Calacirya, qui permettait à la lumière des deux Arbres de s'étendre jusqu'à Tol Eressëa, une île peuplée d'Elfes de la baie d'Eldamar, à proximité de Valinor. C'est dans le Calacirya, sur la colline de Túna, que fut bâtie la cité elfique de Tirion. Au centre de cette cité, se dressait la tour de Mindon Eldaliéva.
Les « Îles Enchantées » formaient un grand archipel qui verrouillait le passage vers Valinor provenant de la Terre du Milieu, via la mer de Belegaer.

## Histoire

### Création

Valinor (avec sa capitale, Valimar, à gauche) dans le pays d'Aman, au cours des temps anciens (lors des Années des Arbres), éclairée par les deux Arbres de Valinor.
Le reste d'Arda (incluant la Terre du Milieu au delà de la mer de Belegaer, et les terres éloignées de l'est) restent alors dans l’obscurité. Dans cette image, les contours des continents sont purement schématiques.

Dans les temps anciens, lorsque Melkor détruisit les Lampes des Valar qui éclairaient le monde d'Arda, le désastre toucha aussi la première demeure des autres Ainur, les Valar, sur l'île d'Almaren (au centre du monde d'Arda) qui fut également détruite. Ceux-ci cherchèrent alors un nouvel endroit où habiter, et s'établirent finalement dans la région de Valinor à Aman, à l’extrême-ouest d'Arda.
Construisant leur cité de Valimar (ou Valmar), les Valar y créèrent également les deux Arbres de Valinor, Telperion et Laurelin, pour éclairer le pays d'Aman maintenant que les lampes étaient détruites. Le reste d'Arda était alors plongé dans l'obscurité, mis à part l'éclat des étoiles dans le ciel.

### L'Appel des Valar
Lorsque les Eldar (les elfes) s'éveillèrent en Terre du Milieu près des rives du lac Cuiviénen, en l'année 1050 de l'Âge des Arbres, les Valar, après les avoir découverts, les invitèrent à venir les rejoindre à Valinor. Trois parmi eux furent choisis comme émissaires pour représenter les trois tribus d'origine des elfes (les Quendi), les trois devenant par la suite les rois des leurs peuples : les elfes Ingwë, Finwë et Elwë.
Le Vala Oromë (qui avait découvert les elfes en Terre du Milieu) les conduisit jusqu'en Aman, où les émissaires furent très impressionnés par les œuvres des Valar et par le pays de Valinor. À leur retour en Terre du Milieu, ils encouragèrent leurs peuples à se rendre à Valinor ; ainsi commença la longue Marche des Eldar vers le Pays béni. Mais certains elfes ignorèrent l'appel des Valar ; ce furent les « Avari », ceux du refus.
Le voyage vers Valinor fut long et difficile, et certains elfes abandonnèrent en cours de route, notamment les Nandor, les Sindar et les Laiquendi (appelés ensuite les « Úmanyar », ceux qui ne virent pas la lumière d'Aman, et qui formèrent avec les Avari les elfes Moriquendi, les « Elfes de la Nuit » car ils n'avaient jamais vu la lumière qui existait dans l'ouest avant la venue du Soleil et de la Lune).
Seuls trois peuples des elfes constituèrent les « Amanyar » (ou Calaquendi, les « Elfes de lumière », ceux qui virent la lumière des Arbres) et qui vécurent ensuite à Aman en Eldamar, à côté de Valinor : les elfes des peuples Vanyar, Ñoldor et une partie des Teleri d'Aman (ou Falmari).

### L'Exil des Noldor
Les Vanyar et les Ñoldor s'installèrent à Valinor dans la ville de Tirion. Mais les premiers la désertèrent peu à peu, préférant habiter les pentes de la montagne du Taniquetil, là ou siège le Vala Manwë. Les Teleri fondèrent quant à eux le port d'Alqualondë au nord de l'île de Tol Eressëa, qui fait face à Valinor dans la baie d'Eldamar. La forteresse de Formenos fut bâtie dans le nord d'Aman par l'elfe Fëanor, après son bannissement de Tirion par les Valar.
Valinor fut originellement rattaché à Arda (le reste du monde), mais lors de la première rébellion des grands Elfes menés par Fëanor vers la Terre du Milieu, les Valar décidèrent que ces derniers ne pourraient y revenir que lorsqu'ils auraient fait pénitence. Ils lancèrent donc des filets enchantés sur la mer et les îles alentour, afin de protéger Valinor et les autres Terres immortelles de toute intrusion d'Elfes, d'Hommes, ou de toute autre créature. Mais Eärendil parviendra bien plus tard, grâce au Silmaril, à atteindre Aman quand il demandera l'aide des Valar contre Morgoth, peu avant la guerre de la Grande Colère et la création de l'île de Númenor pour les hommes du peuple des Edain.
Mais, lorsque le dernier roi des hommes de Númenor, Ar-Pharazôn le Doré, eut la folie d'attaquer Valinor (sur les conseils maléfiques de Sauron), Manwë fit appel au créateur du monde, Eru Ilúvatar, qui sépara Valinor d'Arda en l'envoyant au royaume des choses cachées, et submergea dans le même temps l'île de Númenor.
Par la suite, ce n'est que par la « Voie droite », qui évite la courbure d'Arda, que les Elfes purent se rendre à Valinor. Quelques non-elfes purent eux aussi y aller : Eärendil le semi-elfe, ainsi que sa femme Elwing.
Au Second Âge, Amandil, le père d'Elendil de la lignée d'Elros Tar-Minyatur, essaya d'atteindre Valinor pour plaider la cause de Númenor devant Manwë. On ne sut jamais s'il y parvint, mais en tout cas, sa famille fut épargnée de la submersion de l'île.

### Au Troisième et Quatrième Âge
Au Troisième Âge du Soleil, seuls les navires elfiques pouvaient encore parvenir à Valinor, car les Valar avaient accordé leur pardon aux Ñoldor et ceux-ci, ainsi que tous les autres elfes, pouvaient s'ils le souhaitaient venir en Aman. Par ailleurs à l'époque, les Valar envoyèrent les Istari (les Mages) afin d'aider les habitants de la Terre du Milieu à combattre Sauron.
Seuls quelques individus non-elfes ont pu, après la guerre de l'Anneau, venir en Aman : Frodon et Bilbon Sacquet, deux des porteurs de l'anneau Unique, l'Istari Gandalf ainsi que plus tard Sam Gamegie. L'elfe Legolas et le Nain Gimli prendront également le chemin de la mer vers l'extrême-occident, au début du Quatrième Âge après la mort du roi Elessar en Terre du Mileu.

## Conception et évolution
Le cycle de l'évolution du Valinor est peu détaillé dans les œuvres de Tolkien, si ce n'est la création des bateaux sur Tol Eressëa, et, bien sûr, les armes et armures elfiques durant la guerre contre Morgoth.